# Onthophagus calliger
Onthophagus calliger là một loài bọ cánh cứng trong họ Bọ hung (Scarabaeidae).